# スペイン櫛
スペイン櫛（スペインぐし、peineta）とは、17世紀以降のスペインの民族衣装に用いられる鼈甲製で華美な装飾を施した装飾用の櫛のこと。また、それを模したもの。
近年は費用と動物保護の観点から、鼈甲製のものではなくイミテーションが主流となっている。

## 用途
レコンキスタ終了後にもイベリア半島にはイスラーム文化の影響は色濃く残り、17世紀ごろ首都マドリッドを中心としたスペインの貴族女性はマンティーヤ（mantilla）と呼ばれる刺繍をふんだんに施したレース製の白もしくは黒いベールをよく用いていた。
スペイン櫛は頭にマンティーヤを被るときにそれを支える役割を持った物で、名称こそ櫛とはあるが完全に実用には向かず装飾用に特化している。ベールが顔をぴったりと覆わないようにそれを掲げる役目を持った櫛は巨大で、櫛の棟にあたる部分は円形や半月上になっており、唐草模様のような複雑な模様が透き彫りにされている。材質は鼈甲の板という豪奢な物で、シニヨンに挿す櫛の歯は重い飾り部分を支えるために長細くなっている。近年は、動きが邪魔になるマンティージャはシニヨンに挿した小ぶりな櫛に軽く引っ掛けて後ろに流すように身につける場合がほとんどで、スペイン櫛は小型化の一途を辿っている。
また、祭りの晴れ着、フラメンコの舞台衣装などの装飾品としての用途のほかに、ファッションアイテムとしても高く評価されている。特に、隣国フランスでは近世以降定期的にスペイン櫛の流行が繰り返され、フランス産のスペイン櫛がヨーロッパのみならず世界各地に流行を広げた。
明治時代の日本でもスペイン櫛が和服に合わせる髪飾りとして人気を得ていたらしい記録が残るが、江戸時代以降日本では鼈甲製の髪飾りを特に品位が高いものとして愛好しており、また、和服を着用する際は髪を結う習慣があったため、親和性は高かった。